# Jataka

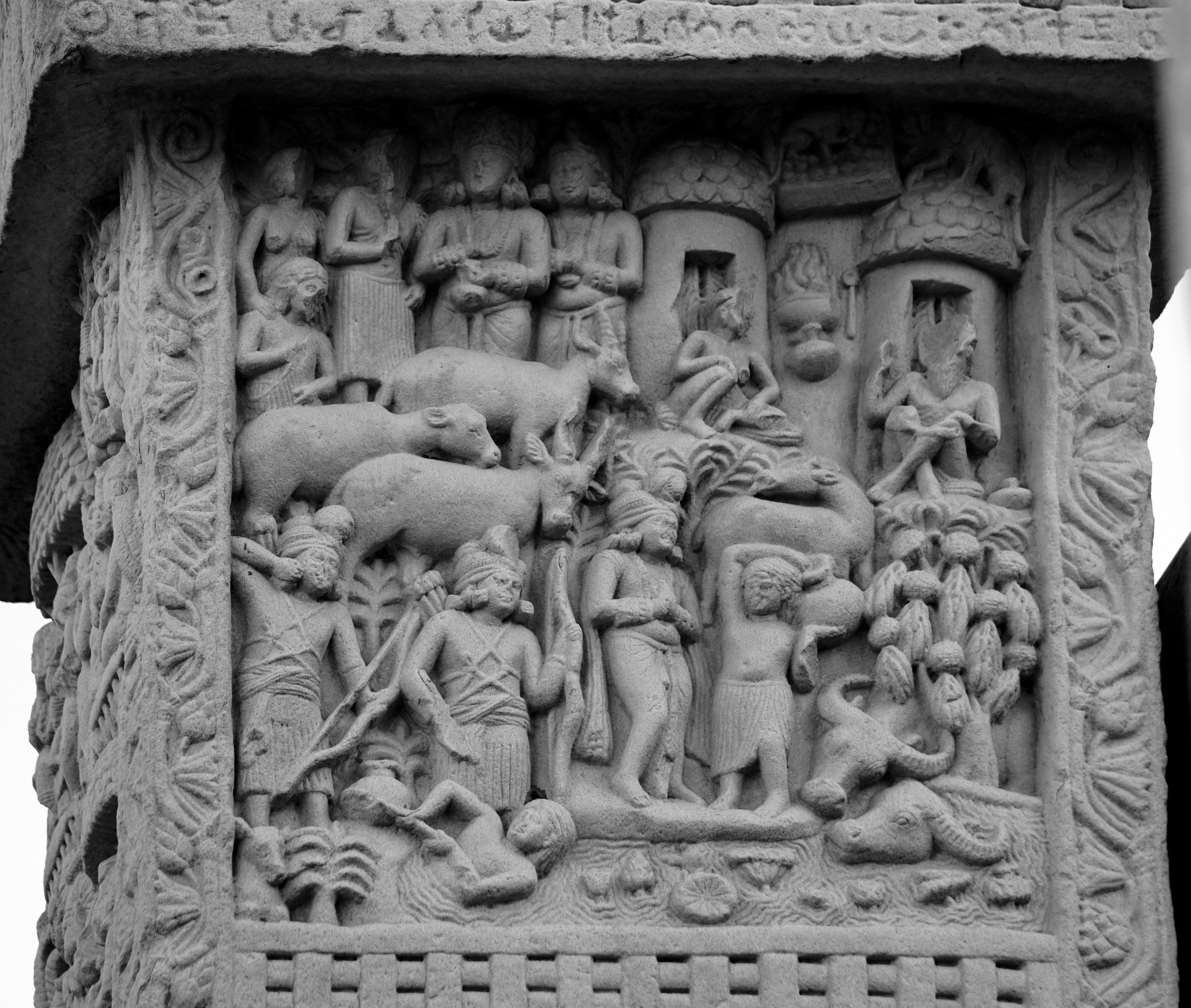
Szene aus dem Sama-Jātaka, Sanchi, Indien (ca. 1. Jh. v. Chr.)

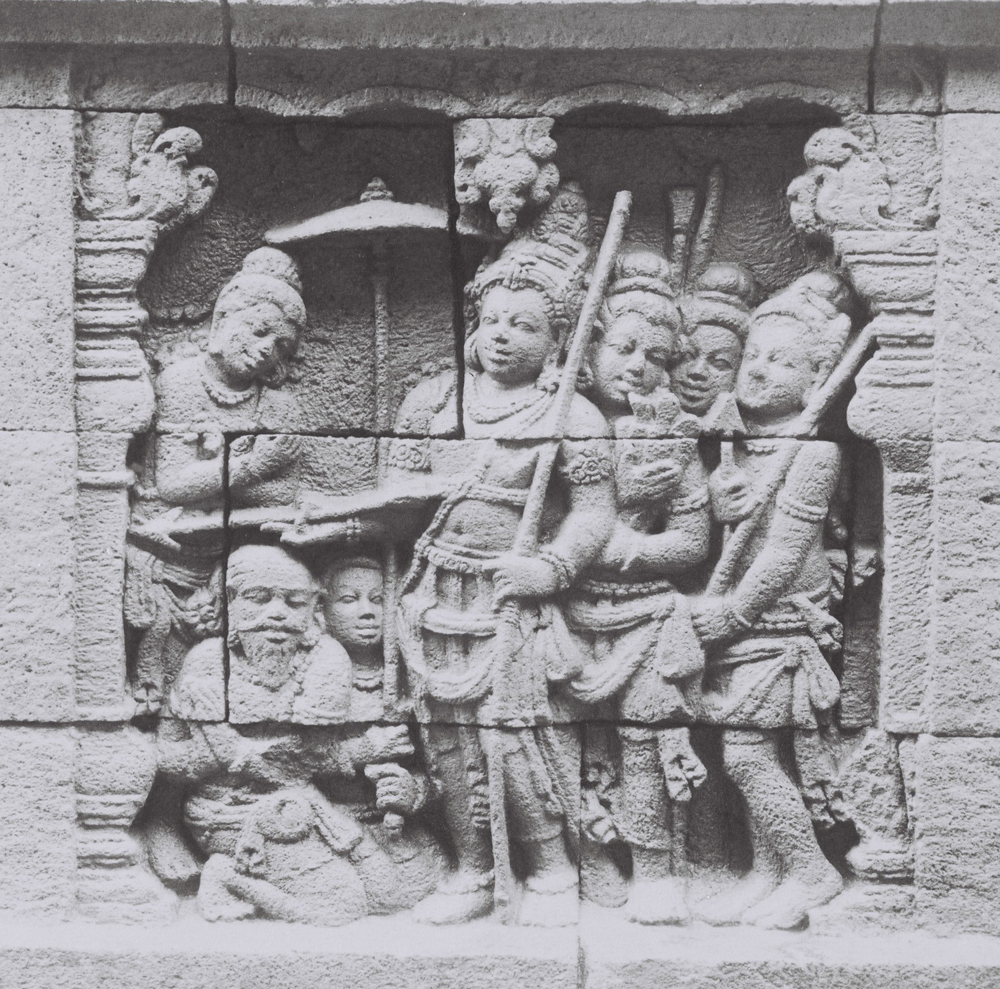
Szene aus dem Khudda-bodhi-Jātaka, Borobudur, Indonesien (ca. 750–850)

Ein Jātaka (Sanskrit जातक, eigentlich „Geburtsgeschichte“) ist eine moralisch lehrreiche Geschichte in Form einer Erzählung aus dem Leben des Buddha.

## Entwicklung
Im ursprünglichen Sinn umfasste der Begriff nur Geschichten aus dem Leben des historischen Buddha, Siddhartha Gautama, insbesondere dessen Wiedergeburt, später jedoch wurden mehr und mehr moralische Lehrgeschichten eingefügt, die sich auf frühere Existenzen und andere Daseinsformen des Buddha beziehen. Es handelt sich daher heute um ein eigenes Genre von Erzählungen, in die auch Anleihen aus anderen religiösen Traditionen eingingen; einige Jātaka-Geschichten finden sich daher in ganz anderen Geschichtensammlungen wieder.

## Jataka-Sammlungen
Eine Sammlung von 547 Jātaka-Erzählungen, das Vessantara Jataka, liegt im Suttapitaka (Sammlung Khuddaka-Nikaya) als Teil des Pali-Kanons des Theravada-Buddhismus vor. Darüber hinaus existieren Übersetzungen ins Sanskrit und ins Tibetische und in andere Sprachen des gelebten Buddhismus. Die Überlieferung folgt in der Regel älteren Vorlagen, meist den Erzählungen, die der Überlieferung nach auf Ananda, einen Jünger Buddhas, zurückgehen.

## Charakter
Insbesondere wenn die Akteure als Tiere mit menschlichen Eigenschaften auftreten, erinnert ein Jātaka oft an eine Fabel der europäischen Erzählgeschichte. Tiere sind nach buddhistischem Verständnis dem Menschen im Prinzip gleichgeordnet und befinden sich nur auf einer unterschiedlichen Stufe der Erkenntnisleiter.
Die buddhistischen Jātakas haben Parallelen mit dem altindischen Pancatantra („Meer der Geschichten“). Der Erzählforscher Joseph Jacobs sah einige Jātakas als Modelle für Fabeln des antiken griechischen Dichters Äsop, von dem wiederum zahlreiche mittelalterliche europäische Fabeln abgeleitet sind.

## Kunst
In der bildenden Kunst Asiens sind Motive aus den Geschichten weit verbreitet. Jātaka-Erzählungen bilden auch die Grundlage für zahlreiche Theaterformen in buddhistischen Ländern, darunter das thailändische Tanzdrama Lakhon, die Schattenspiele Nang yai und Nang talung in Thailand und das Marionettentheater Yoke thé in Myanmar.